# LG상남언론재단
LG상남언론재단은 언론문화의 발전과 언론의 국제화․전문화에 기여하기 위하여 1995년 12월 5일 설립된 문화체육관광부 소관의 재단법인이다. 사무실은 서울특별시 영등포구 여의대로 128 (여의도동)에 있다. 상남은 전LG회장 구자경의 호이다.

## 주요 사업
- 언론인의 능력향상을 위한 지원
- 취재활동 지원
- 언론관련 학술연구 및 교육지원

## 역대이사장
- 안병훈(1대~6대)
- 유재천(7대)
- 변용식(8대)